# José Cobo Cano
José Cobo Cano (Sabiote, 20 settembre 1965) è un cardinale e arcivescovo cattolico spagnolo, dal 12 giugno 2023 arcivescovo metropolita di Madrid e dal 1º marzo 2024 ordinario per i fedeli di rito orientale in Spagna.

## Biografia
José Cobo Cano è nato il 20 settembre 1965 nel piccolo comune di Sabiote, provincia e diocesi di Jaén, in Andalusia; poco dopo è stato battezzato nella locale chiesa di San Pietro.

### Formazione e ministero sacerdotale
Dopo aver ricevuto la formazione primaria e secondaria, ottenendo il diploma, si è iscritto alla facoltà di legge dell'Università Complutense di Madrid e qui ha conseguito la licenza in diritto civile nel 1988. Sentendo maturare la vocazione al sacerdozio, poco dopo è entrato al Seminario conciliare dell'Immacolata e di San Damaso, sempre nella capitale, frequentando al contempo la connessa Università ecclesiastica San Damaso, dove ha ottenuto il baccalaureato in teologia nel 1992.
Al termine del percorso di formazione, ha ricevuto l'ordinazione sacerdotale il 23 aprile 1994, nella cattedrale di Santa Maria la Real dell'Almudena a Madrid, per imposizione delle mani del cardinale Ángel Suquía Goicoechea, arcivescovo metropolita di Madrid; si è incardinato, ventottenne, come presbitero della medesima arcidiocesi.
Poco dopo l'ordinazione gli è stato affidato il primo incarico pastorale come cappellano delle Confraternite del lavoro, incarico svolto per sei anni, mentre parallelamente ha intrapreso gli studi in morale sociale presso l'Istituto redentorista di scienze morali dell'Università pontificia di Comillas, completandoli nel 1996, anno in cui è divenuto docente alla Scuola degli agenti pastorali di Madrid; inoltre nel 1995 era stato nominato anche vicario parrocchiale della chiesa di San Leopoldo, divenendone brevemente arciprete nel 2000. In quell'anno è stato promosso parroco della chiesa di Sant'Alfonso Maria de' Liguori, oltre che insegnate al Centro di studi sociali della Caritas diocesana e membro del Consiglio presbiterale, ricoprendo questi ultimi due incarichi fino al 2012. Nel 2002 ha ricevuto pure gli uffici di arciprete della chiesa di Nostra Signora del Pilar di Aluche-Campamento e membro della Commissione permanente per il II Sinodo arcidiocesano, che si è concluso nel 2005.
Nel giugno 2015 è stato scelto come vicario episcopale della vicaria II nordest dell'arcidiocesi, lasciando tutti gli altri ruoli, e nel dicembre successivo è divenuto membro del Consiglio pastorale, tornando ad esserlo anche del Consiglio presbiterale.

### Ministero episcopale e cardinalato

#### Vescovo ausiliare di Madrid

Stemma da vescovo ausiliare di Madrid.

Il 29 dicembre 2017 papa Francesco lo ha nominato vescovo ausiliare di Madrid, assegnandogli contestualmente la sede titolare di Beatia. Ha ricevuto la consacrazione episcopale il 17 febbraio 2018, nella cattedrale di Santa Maria la Real dell'Almudena a Madrid, per imposizione delle mani del cardinale Carlos Osoro Sierra, ordinario arcidiocesano, avendo come co-consacranti il cardinale Antonio María Rouco Varela, arcivescovo emerito della medesima sede, e Renzo Fratini, arcivescovo titolare di Botriana e nunzio apostolico in Spagna; insieme a lui, sono stati ordinati anche gli altri due ausiliari Jesús Vidal Chamorro e Santos Montoya Torres. Come suo motto episcopale ha scelto In Misericordia tua, confidere et servire, che tradotto vuol dire "Nella tua Misericordia, confido e servo".
In ambito della Conferenza episcopale spagnola, nel 2018 è stato nominato responsabile del Dipartimento di pastorale penitenziaria, fino al 2021, e membro della Commissione episcopale per la pastorale sociale, che nel 2020 ha poi mutato nome in Commissione episcopale per la pastorale sociale e la promozione umana; ricopre questo ufficio tuttora, insieme a quello di capo del Dipartimento per la migrazione dal 2019.

#### Arcivescovo di Madrid
Il 12 giugno 2023 il papa lo ha promosso arcivescovo metropolita di Madrid; contestualmente è succeduto al settantottenne cardinale Osoro Sierra, dimissionario per raggiunti limiti d'età. L'8 luglio successivo ha preso possesso dell'arcidiocesi durante una celebrazione che si è svolta nella cattedrale di Santa Maria la Real dell'Almudena a Madrid. Durante la stessa cerimonia il nunzio apostolico in Spagna e Andorra Bernardito Cleopas Auza gli ha imposto il pallio.
Il 9 luglio 2023, al termine dell'Angelus, papa Francesco ha annunciato la sua creazione a cardinale; nel concistoro del 30 settembre seguente lo ha creato cardinale presbitero di Santa Maria in Monserrato degli Spagnoli. Il 4 febbraio 2024 ha preso possesso del titolo cardinalizio.
Il 1º marzo 2024 il papa lo ha nominato ordinario per i fedeli di rito orientale in Spagna.
Il 7 e 8 maggio 2025 ha partecipato come cardinale elettore al conclave che ha portato all'elezione di papa Leone XIV.

## Genealogia episcopale e successione apostolica
La genealogia episcopale è:
- Cardinale Scipione Rebiba
- Cardinale Giulio Antonio Santori
- Cardinale Girolamo Bernerio, O.P.
- Arcivescovo Galeazzo Sanvitale
- Cardinale Ludovico Ludovisi
- Cardinale Luigi Caetani
- Cardinale Ulderico Carpegna
- Cardinale Paluzzo Paluzzi Altieri degli Albertoni
- Papa Benedetto XIII
- Papa Benedetto XIV
- Papa Clemente XIII
- Cardinale Giovanni Francesco Albani
- Cardinale Carlo Rezzonico
- Cardinale Antonio Dugnani
- Arcivescovo Jean-Charles de Coucy
- Cardinale Gustave-Maximilien-Juste de Croÿ-Solre
- Vescovo Charles-Auguste-Marie-Joseph Forbin-Janson
- Cardinale François-Auguste-Ferdinand Donnet
- Vescovo Charles-Emile Freppel
- Cardinale Louis-Henri-Joseph Luçon
- Cardinale Charles-Henri-Joseph Binet
- Cardinale Maurice Feltin
- Cardinale Jean-Marie Villot
- Arcivescovo Lajos Kada
- Cardinale Carlos Osoro Sierra
- Cardinale José Cobo Cano

La successione apostolica è:
- Vescovo Vicente Martín Muñoz (2024)
- Vescovo José Antonio Álvarez Sánchez (2024)